# Christian Bale
Christian Charles Phillip Bale (ur. 30 stycznia 1974 w Haverfordwest) – brytyjski aktor i producent filmowy, laureat Oscara i dwóch Złotych Globów. Magazyn „Time” umieścił go na swojej liście stu najbardziej wpływowych ludzi na świecie w 2011.

## Życiorys

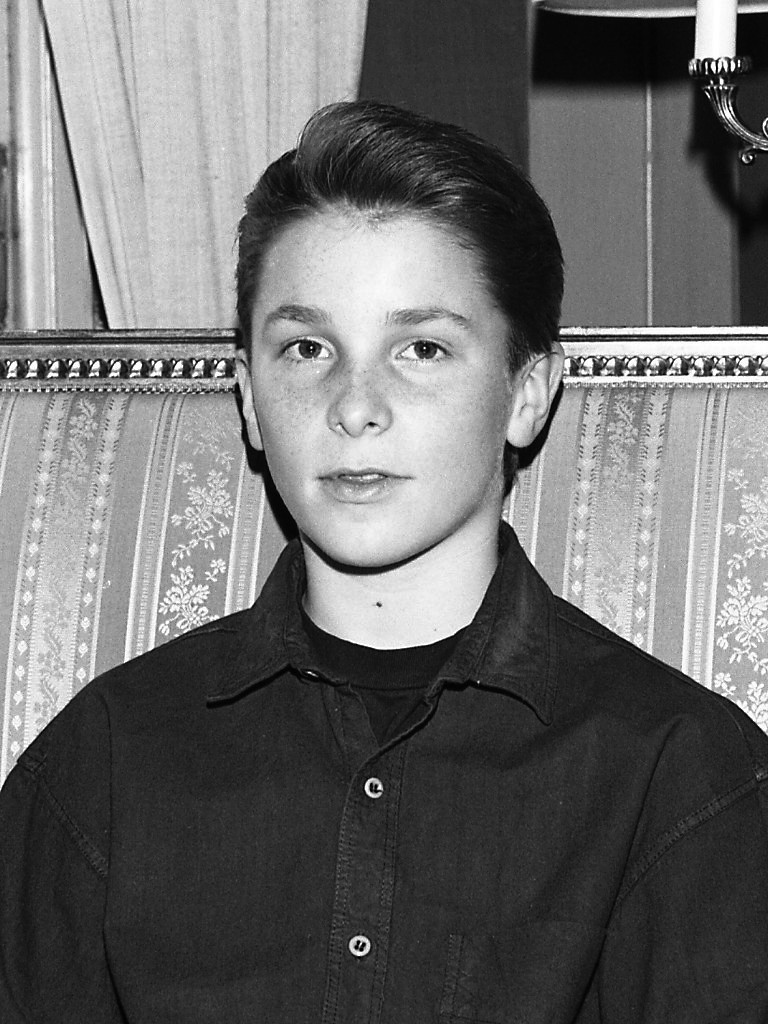
Christian Bale (1988)

### Dzieciństwo
Urodził się w Haverfordwest jako najmłodsze dziecko i jedyny syn tancerki cyrkowej, klauna Jenny James i biznesmena, pilota Davida Charlesa Howarda Bale (ur. 1939 w Południowej Afryce, zm. 2003). Ze względu na charakter pracy rodziców dorastał wraz z trzema starszymi siostrami Erin, Sharon i Louise w Anglii, Portugalii i stanie Kalifornia. W 1976 jego rodzina pozostawiła Walię i przez cztery lata mieszkała w Bournemouth.

### Kariera
Wystąpił w reklamach Lenor (1982) i płatków zbożowych Pac-Man (1983). W wieku dziesięciu lat zadebiutował na scenie West End w komedii Larry’ego Shue Nerd z udziałem Rowana Atkinsona. Następnie trafił na szklany ekran jako książę Aleksy w dramacie telewizyjnym NBC Anastazja: Tajemnica Anny (Anastasia: The Mystery of Anna, 1986) z Amy Irving, Olivią de Havilland, Omarem Sharifem i Susan Lucci. Zadebiutował na kinowym ekranie w dramacie fantasy Mio, mój Mio (Mio min Mio, 1987). Został dostrzeżony przez krytyków i publiczność w dramacie wojennym Stevena Spielberga Imperium słońca (Empire of the Sun, 1987), w roli, za którą otrzymał nagrodę National Board of Review (NBR) oraz przyznawaną w Los Angeles nagrodę dla Młodego Artysty, 11-letniego Jamesa Grahama, syna angielskiego dyplomaty, interesującego się lotnictwem i oddzielonego od rodziny podczas wojny chińsko-japońskiej.
Pojawił się w ekranizacji sztuki szekspirowskiej w reżyserii Kennetha Branagha Henryk V (Henry V, 1989), adaptacji telewizyjnej powieści Roberta Louisa Stevensona Wyspa skarbów (Treasure Island, 1990) u boku Charltona Hestona, familijnym filmie przygodowo-muzycznym Disneya Gazeciarze (Newsies, 1992) oraz melodramacie Małe kobietki (Little Women, 1994) z Winoną Ryder. Zajął się dubbingiem, użyczył swojego głosu Thomasowi, bohaterowi filmu animowanego Pocahontas, 1995). W komediodramacie Metroland (1997) zagrał londyńczyka marzącego o karierze artystycznej w Paryżu. W dramacie Idol (Velvet Goldmine, 1998) wystąpił w roli dziennikarza poszukującego twórców londyńskiej sceny glamrockowej. W biblijnym telefilmie NBC Maria, matka Jezusa (Mary, Mother of Jesus, 1999) wcielił się w postać Jezusa z Nazaretu. W kinowej adaptacji komedii szekspirowskiej Sen nocy letniej (A Midsummer Night's Dream, 1999) zagrał zakochanego w Hermii Demetriusza.

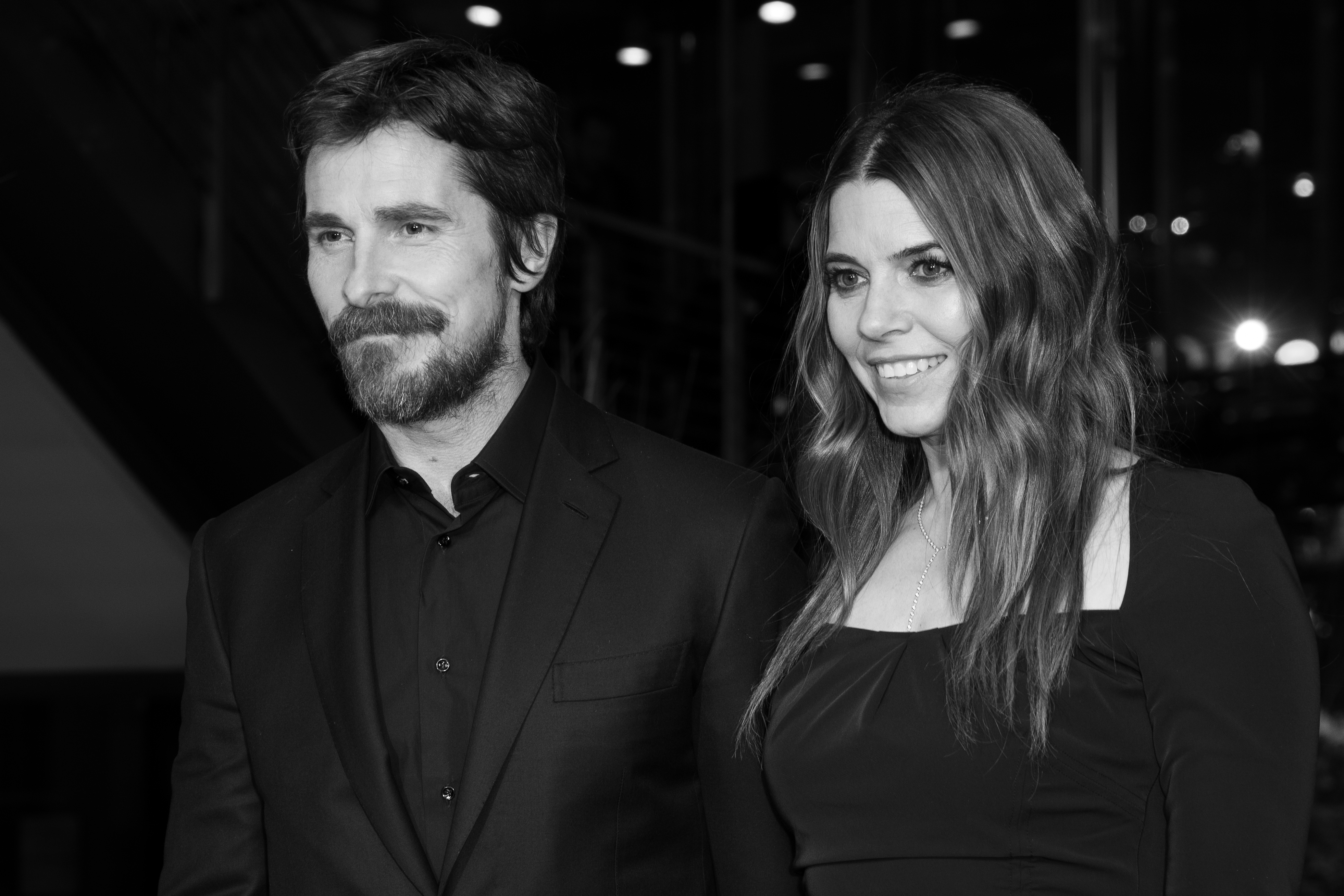
Christian Bale z żoną (2019)

Za postać nowojorskiego yuppie, który nocami morduje młode kobiety i konkurentów na Wall Street, w ekranizacji książki Breta Eastona Ellisa American Psycho (2000) otrzymał nagrodę Chlotrudis w stanie Massachusetts oraz nominację do brytyjskich nagród – Empire i krytyków londyńskich ALFS. Za kreację w dreszczowcu psychologicznym noir Mechanik (El Maquinista, 2004) został nagrodzony na festiwalu filmowym w Sitges i nominowany do nagrody Saturna. Tytułowa komiksowa rola Batmana w Batman: Początek (Batman Begins, 2005) przyniosła mu nagrodę Saturna i MTV Movie Award.
Zdobył Oscara dla najlepszego aktora drugoplanowego za rolę boksera Dicky'ego Eklunda w biograficznym dramacie sportowym Davida O. Russella Fighter (2010). Był też nominowany do Oscara dla najlepszego aktora pierwszoplanowego za rolę zawodowego oszusta Irvinga Rosenfelda w dramacie kryminalnym Davida O. Russella American Hustle (2013), dla najlepszego aktora drugoplanowego jako dr Michael Burry w komediodramacie biograficznym Adama McKaya Big Short (2015) i dla najlepszego aktora pierwszoplanowego za rolę polityka Dicka Cheneya w komediodramacie biograficznym Adama McKaya Vice (2018).
Był na okładkach „GQ”, „Entertainment Weekly”, „Details”, „Esquire”, „Interview” i „Men’s Health”.

## Życie prywatne
W 2000 poślubił Sandrę „Sibi” Blažić, osobistą asystentkę Winony Ryder. Mają syna i córkę.

## Filmografia
| Rok  | Tytuł                                                          | Rola                                   | Reżyser                     |
| ---- | -------------------------------------------------------------- | -------------------------------------- | --------------------------- |
| 1986 | Anastazja: Tajemnica Anny (Anastasia: The Mystery of Anna, TV) | książę Aleksy                          | Marvin J. Chomsky           |
| 1987 | Mój Mio (Mio min Mio)                                          | Jum-Jum / Benke                        | Władimir Grammatikow        |
| 1987 | Imperium słońca (Empire of the Sun)                            | Jim Graham                             | Steven Spielberg            |
| 1987 | Heart of the Country (miniserial TV)                           | Ben Harris                             | Brian Farnham               |
| 1989 | Henryk V (Henry V)                                             | Paź Falstaffa                          | Kenneth Branagh             |
| 1990 | Wyspa skarbów (Treasure Island, TV)                            | Jim Hawkins                            | Fraser Clarke Heston        |
| 1991 | Perfekcyjne morderstwo (A Murder of Quality, TV)               | Tim Perkins                            | Gavin Millar                |
| 1992 | Gazeciarze (Newsies)                                           | Jack 'Cowboy' Kelly / Francis Sullivan | Kenny Ortega                |
| 1993 | Dzieci swinga (Swing Kids)                                     | Thomas Berger                          | Thomas Carter               |
| 1994 | Książę Jutlandii (Prince of Jutland)                           | książę Amled                           | Gabriel Axel                |
| 1994 | Małe kobietki (Little Women)                                   | Laurie                                 | Gillian Armstrong           |
| 1995 | Pocahontas                                                     | Thomas (głos)                          | Eric Goldberg, Mike Gabriel |
| 1996 | Tajny agent (The Secret Agent)                                 | Stevie                                 | Christopher Hampton         |
| 1996 | Portret damy (The Portrait of a Lady)                          | Edward Rosier                          | Jane Campion                |
| 1996 | Metroland                                                      | Chris                                  | Philip Saville              |
| 1998 | Idol (Velvet Goldmine)                                         | Arthur Stuart                          | Todd Haynes                 |
| 1998 | Wszystkie małe zwierzątka (All the Little Animals)             | Bobby Platt                            | Jeremy Thomas               |
| 1999 | Sen nocy letniej (A Midsummer Night's Dream)                   | Demetriusz                             | Michael Hoffman             |
| 1999 | Maria, matka Jezusa (Mary, mother of Jesus, TV)                | Jezus z Nazaretu                       | Kevin Connor                |
| 2000 | Shaft                                                          | Walter Wade                            | John Singleton              |
| 2000 | American Psycho                                                | Patrick Bateman                        | Mary Harron                 |
| 2001 | Kapitan Corelli (Captain Corelli's Mandolin)                   | Mandras                                | John Madden                 |
| 2002 | Na wzgórzach Hollywood (Laurel Canyon)                         | Sam                                    | Lisa Cholodenko             |
| 2002 | Władcy ognia (Reign of Fire)                                   | Quinn Abercromby                       | Rob Bowman                  |
| 2002 | Equilibrium                                                    | kleryk John Preston                    | Kurt Wimmer                 |
| 2004 | Mechanik (El Maquinista)                                       | Trevor Reznik                          | Brad Anderson               |
| 2004 | Ruchomy zamek Hauru (Hauru no ugoku shiro)                     | Hauru (głos, amerykański dubbing)      | Hayao Miyazaki              |
| 2005 | Batman: Początek (Batman Begins)                               | Bruce Wayne / Batman                   | Christopher Nolan           |
| 2005 | Podróż do Nowej Ziemi (The New World)                          | John Rolf                              | Terrence Malick             |
| 2006 | Operacja Świt (Rescue Dawn)                                    | Dieter Dengler                         | Werner Herzog               |
| 2006 | Prestiż (The Prestige)                                         | Alfred Borden                          | Christopher Nolan           |
| 2006 | Ciężkie czasy (Harsh Times)                                    | Jim Davis                              | David Ayer                  |
| 2007 | 3:10 do Yumy (3:10 to Yuma)                                    | Dan Evans                              | James Mangold               |
| 2007 | I’m Not There. Gdzie indziej jestem (Bob Dylan: I’m Not There) | Jack / Pastor John / Bob Dylan         | Todd Haynes                 |
| 2008 | Mroczny Rycerz (The Dark Knight)                               | Bruce Wayne / Batman                   | Christopher Nolan           |
| 2009 | Terminator: Ocalenie (Terminator Salvation)                    | John Connor                            | McG                         |
| 2009 | Wrogowie publiczni (Public Enemies)                            | Melvin Purvis                          | Michael Mann                |
| 2010 | Fighter                                                        | Dicky Eklund                           | David O. Russell            |
| 2011 | Kwiaty wojny (Jīnlíng shísān chāi)                             | John Miller                            | Zhang Yimou                 |
| 2012 | Mroczny Rycerz powstaje (The Dark Knight Rises)                | Bruce Wayne / Batman                   | Christopher Nolan           |
| 2013 | American Hustle                                                | Irving Rosenfeld                       | David O. Russell            |
| 2013 | Out Of The Furnace                                             | Russel Baze                            | Scott Cooper                |
| 2014 | Exodus: Bogowie i królowie (Exodus: Gods and Kings)            | Mojżesz                                | Ridley Scott                |
| 2015 | Big Short (The Big Short)                                      | Michael Burry                          | Adam McKay                  |
| 2015 | Rycerz pucharów                                                | Rick                                   | Terrence Malick             |
| 2016 | Przyrzeczenie (The Promise)                                    | Chris                                  | Terry George                |
| 2017 | Hostiles                                                       | Joseph J. Blocker                      | Scott Cooper                |
| 2018 | Vice                                                           | Dick Cheney                            | Adam McKay                  |
| 2019 | Le Mans ’66                                                    | Ken Miles                              | James Mangold               |
| 2022 | Thor: Miłość i grom (Thor: Love and Thunder)                   | Gorr the God Butcher                   | Taika Waititi               |
| 2022 | Amsterdam                                                      | Burt Berendsen                         | David O. Russell            |
| 2022 | Bielmo (The Pale Blue Eye)                                     | Augustus Landor                        | Sott Cooper                 |

## Nagrody
| Rok  | Nagroda                           | Kategoria                                           | Film                                       |
| ---- | --------------------------------- | --------------------------------------------------- | ------------------------------------------ |
| 2006 | MTV Movie Award                   | Najlepszy bohater                                   | Batman: Początek (2005)                    |
| 2006 | Nagroda Saturna                   | Najlepszy aktor                                     | Batman: Początek (2005)                    |
| 2008 | Independent Spirit Awards         | Nagroda Roberta Altmana                             | I’m Not There. Gdzie indziej jestem (2007) |
| 2010 | Nagroda Satelita                  | Najlepszy aktor drugoplanowy                        | Fighter (2010)                             |
| 2011 | Nagroda Akademii Filmowej         | Najlepszy aktor drugoplanowy                        | Fighter (2010)                             |
| 2011 | Złoty Glob                        | Najlepszy aktor drugoplanowy                        | Fighter (2010)                             |
| 2011 | Nagroda Gildii Aktorów Ekranowych | Najlepszy aktor drugoplanowy                        | Fighter (2010)                             |
| 2014 | Nagroda Gildii Aktorów Ekranowych | Wybitny występ zespołu aktorskiego w filmie kinowym | American Hustle (2013)                     |
| 2015 | Nagroda Satelity                  | Najlepszy aktor drugoplanowy                        | Big Short (2015)                           |
| 2019 | Złoty Glob                        | Najlepszy aktor w filmie komediowym lub musicalu    | Vice (2018)                                |
| 2020 | Nagroda Satelity                  | Najlepszy aktor w filmie dramatycznym               | Le Mans ’66 (2019)                         |